# Месіанство
Месіанство (від давньоєвр. «машіах» — помазаник) — вчення про надзвичайну роль окремих лідерів, організацій, спільнот у певні переломні моменти історії держав, покликані кардинально змінити, навіть врятувати державу, націю перед загальною кризою. Месіанство пов'язане з особою певного харизматичного лідера, який перетворюється у вождя, пророка, а також з виникненням певної організації, яка складається з вірних, відданих лідеру прибічників, котрі впорядковують широкий рух на його підтримку, формують із нього об'єднання, що переростає у месіонерську партію. Організація спільно з вождем трансформують знання про програму діяльності у віру в особистість вождя, святість його справи, наступає момент сакралізації його особи. Феномен месіанства пов'язаний з існуванням закритих, одновимірних суспільств.
В сучасному релігієзнавстві вважається, що причини виникнення месіанства пов'язані з невирішеністю соціальних проблем, втратою надії на краще майбутнє і т. д. Месіанізм знаходив сприятливий ґрунт серед народів, етноконфесійних груп, які зазнали гонінь і переслідувань. Наприклад, проповідь месіанства в юдаїзмі посилювалася тоді, коли єврейську державу було зруйновано, а євреї перебували в полоні в Єгипті і Вавилоні.
Месіанізм був привабливий і для християн в часи переслідувань в Римської імперії. Згідно з християнською есхатологією, гряде Друге пришестя месії (Ісуса Христа), який здійснить Страшний суд — покарає грішників і нагородить праведників. У богослов’ї Церкви Об’єднання месіанство означає прихід Месії як безгрішної людини, а в остаточному етапі подружньої пари «Істинних Батьків», покликаних відновити первісний Божий задум і заснувати Царство Небесне на землі. Ідеї месіанізму присутні і в ісламі, особливо серед шиїтів. Шиїтська меншість зазнавало гонінь у багатьох країнах. Месіанські очікування появи Махді в шиїтському вченні, крім загального для мусульман очікування пророка Іси, зв'язувалися з народними сподіваннями про встановлення царства справедливості на землі.